# Judäo-Malayalam
Judäo-Malayalam ist die traditionelle Sprache der Cochin-Juden (auch Malabar-Juden) in Kerala in Südindien und wird heute noch von einigen Dutzend vorwiegend älteren Menschen in Israel und Indien gesprochen. Judäo-Malayalam ist die einzige bekannte jüdische Sprache aus der dravidischen Sprachfamilie. Die einzige andere dravidische Sprache, die regelmäßig von einer jüdischen Gemeinschaft gesprochen wird, ist Telugu.

## Grammatik, Syntax
Aufgrund der Tatsache, dass sich Judäo-Malayalam in Grammatik und in Syntax nur geringfügig vom normativen Malayalam unterscheidet, wird es von vielen Linguisten als Dialekt oder einfach als die gleiche Sprache mit abweichender Orthographie eingestuft. Es hat daher den gleichen Sprachcode wie Malayalam.